# ال بانو
ال بانو (به انگلیسی: El Baño) ترانه‌ای از انریکه ایگلسیاس و بد بانی است که ۱۲ ژانویه ۲۰۱۸ توسط شرکت سونی میوزیک منتشر شد.